# Sans logique
«Sans logique» (с фр. — «Без логики») — песня, записанная французской певицей Милен Фармер. Композиция вошла во второй студийный альбом певицы Ainsi soit je… и была выпущена третьим синглом с него 20 февраля 1989 года. В тексте песни обыгрывается философская концепция Tabula rasa.